# Кейрен Вествуд
Кейрен Вествуд (англ. Keiren Westwood, нар. 23 жовтня 1984, Манчестер) — ірландський футболіст, воротар клубу «Шеффілд Венсдей».
Також відомий виступами за клуб «Ковентрі Сіті» і національну збірну Ірландії.

## Клубна кар'єра
Вихованець футбольної школи клубу «Манчестер Сіті».
У складі «містян» шансів отримати місце в основній команді не мав і 2004 року приєднався на умовах оренди до складу нижчолігового клубу «Олдем Атлетик». У цій команді також не отримав ігрової практики і невдовзі приєднався до клубу «Карлайл Юнайтед», в команді якого нарешті дебютував у дорослому футболі. Швидко став основним голкіпером команди. 
Протягом 2008—2011 років захищав кольори команди клубу «Ковентрі Сіті». Більшість часу, проведеного у складі «Ковентрі Сіті», також був основним воротарем.
До складу клубу «Сандерленд» приєднався 2011 року. Наразі встиг відіграти за клуб з Сандерленда 4 матчі в національному чемпіонаті.

## Виступи за збірну
2009 року дебютував в офіційних матчах у складі національної збірної Ірландії. Наразі провів у формі головної команди країни 18 матчів.